# 吉莱尔瓦勒
吉莱尔瓦勒（法語：Guillerval，法語發音：[ɡilɛʁval] ⓘ）是法国法兰西岛大区埃松省的一个市镇，属于埃唐普区。

## 地理
吉莱尔瓦勒（48°21'53"N, 2°6'6"E）面积17.3 平方千米，位于法国法蘭西島大區埃松省，该省份为法国北部内陆省份，北起上塞纳省和马恩河谷省，西接厄尔-卢瓦省和伊夫林省，南至卢瓦雷省，东临塞纳-马恩省。
与吉莱尔瓦勒接壤的市镇（或旧市镇、城区）包括：埃唐普、沙洛圣马尔、沙卢-穆利讷、莫内尔维尔、萨克拉、勒梅雷维卢瓦。

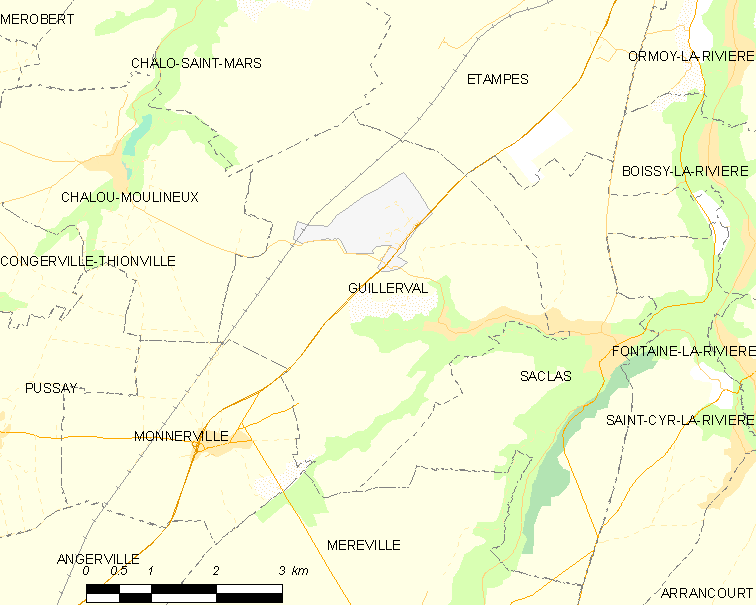
吉莱尔瓦勒的OSM定位图

吉莱尔瓦勒的时区为UTC+01:00、UTC+02:00（夏令时）。

## 行政
吉莱尔瓦勒的邮政编码为91690，INSEE市镇编码为91294。

## 政治
吉莱尔瓦勒所属的省级选区为埃唐普县。

## 人口

1962-2008年间吉莱尔瓦勒人口变化图示

吉莱尔瓦勒于2022年1月1日时的人口数量为812人。